# (5539) Limporyen
(5539) Limporyen est un astéroïde de la ceinture principale.

## Description
(5539) Limporyen est un astéroïde de la ceinture principale. Il fut découvert le 16 octobre 1965 à Nanking par l'Observatoire de la Montagne Pourpre. Il présente une orbite caractérisée par un demi-grand axe de 2,44 UA, une excentricité de 0,16 et une inclinaison de 1,8° par rapport à l'écliptique.

## Compléments